# Ua Uka
Ua Uka est une jument trotteur français née en 1964. Elle est surnommée « la poulinière du siècle » pour la qualité et l'influence de sa production.

## Carrière
Fille de Kerjacques et Flicka, elle a donné naissance à de grands cracks réputés au niveau international, dont notamment Fakir du Vivier et Hadol du Vivier. Elle est également l'ascendante de chevaux célèbres dont Jag de Bellouet.
Dans les années 1970-1980, elle a été directement impliquée dans la retentissante affaire du notaire de Pantin, Jean-Pierre Delarue, également connue sous le nom d'affaire Villarceaux et dans un imbroglio juridico-financier où était impliqué l'entraîneur Jean-Yves Lecuyer. Ua Uka a été la propriété de l'épouse du notaire en question qui entretenait une importante écurie de course et fit courir jusqu'à cinquante trotteurs de haut niveau.

## Production[2]
- 1970 : Éva du Vivier (Prince Des Veys), mère de :
  - Kronos du Vivier 1'18 (Sabi Pas) : 2e Prix de Cornulier. Étalon, père de Vivier de Montfort 1'14 (Prix de Paris), Vive Ludoise 1'15 (Prix de Cornulier)...
  - Nicos du Vivier 1'18 (Sabi Pas) : Prix Jacques Olry, Cénéri-Forcinal. Étalon. Père notamment de Vaunoise, d'où Jag de Bellouet 1'09.
- 1971 : Fakir du Vivier 1'14 (Sabi Pas) : Grand Prix d’Europe, Critérium des 3 ans, des 4 ans, Continental, Prix de l'Étoile, de Sélection, René-Ballière, 2e Prix d'Amérique...
  - Tête de liste des étalons français. Père notamment de Vourasie 1'12, Arnaqueur 1'13 (3e Prix d'Amérique), Dahir de Prélong 1'14 (Prix de Sélection, 2e Critérium des Jeunes, des 4 ans, Continental), Ukir de Jemma 1'13 (2e Prix d'Amérique), Rainbow Runner 1'14 (Critérium des 3 ans, Gran Premio d'Europa, Prix de l'Étoile)...
- 1973 : Hadol du Vivier 1'13 (Mitsouko) : Prix de Paris, Prix René Ballière, Åby Stora Pris, Prix des Géants, Prix de l'Atlantique, Grand critérium de vitesse de la Côte d'Azur, Grand prix d'Allemagne, Gran Premio d'Europa, Critérium des 3 ans, Critérium Continental, Critérium des 4 ans, Prix de l'Étoile, Prix de Sélection. Étalon
- 1974 : If du Vivier (Ura)
- 1975 : Jet du Vivier 1'18 (Sabi Pas)
  - Deux fois tête de liste des étalons français. Père notamment de Insert Gédé 1'11, Jaminska 1'12, Chaillot 1'13...
- 1977 : Lady du Vivier (Sabi Pas)
- 1978 : Maja du Vivier 1'23 (Mitsouko), mère de :	
  - Cèdre du Vivier 1'13 (Hêtre Vert) : 2e Prix de Paris, Critérium des 4 ans, 4e Prix d'Amérique, étalon.
  - Mah Jong du Vivier 1'11 (And Arifant), étalon
  - Taja du Vivier 1'16 (Hymour), mère de :
    - Joyau d'Amour 1'11 (Viking's Way) : Prix de Cornulier, des Centaures, Gala international du trot de Rome
- 1979 : Nisko du Vivier 1'21 (Mitsouko), étalon
- 1980 : Ok du Vivier 1'18 (Mitsouko)
- 1982 : Qlorest du Vivier 1'17 (Florestan)
  - étalon, père notamment de Écho 1'11 (Critérium Continental, Grand critérium de vitesse de la Côte d'Azur, 2e Prix d'Amérique).

## Origines
| Origines de Ua Uka | Origines de Ua Uka | Origines de Ua Uka | Origines de Ua Uka |
| ------------------ | ------------------ | ------------------ | ------------------ |
| Père Kerjacques    | Quinio             | Hernani III        | Ontario            |
| Père Kerjacques    | Quinio             | Hernani III        | Odessa             |
| Père Kerjacques    | Quinio             | Germaine           | Phoenix            |
| Père Kerjacques    | Quinio             | Germaine           | Lysistrata         |
| Père Kerjacques    | Arlette III        | Loudéac            | Boléro             |
| Père Kerjacques    | Arlette III        | Loudéac            | Bonne Fortune      |
| Père Kerjacques    | Arlette III        | Maggy II           | Fidus              |
| Père Kerjacques    | Arlette III        | Maggy II           | Dédette II         |
| Mère Flicka        | Ibarra             | Quo Vadis          | Enoch              |
| Mère Flicka        | Ibarra             | Quo Vadis          | Junon              |
| Mère Flicka        | Ibarra             | Zsiba              | ?                  |
| Mère Flicka        | Ibarra             | Zsiba              | ?                  |
| Mère Flicka        | Va Sylva           | Huron II           | Trianon            |
| Mère Flicka        | Va Sylva           | Huron II           | Union              |
| Mère Flicka        | Va Sylva           | Carmen Sylva       | Quillebœuf         |
| Mère Flicka        | Va Sylva           | Carmen Sylva       | Nemesis            |